# Слепуха (балка)
Слепуха (укр. Сліпуха) — балка, левый приток реки Слепуха, расположенный на территории Николаевского  и Березовского районов (Одесская область, Украина).

## География
Длина — 15 км. Площадь бассейна — 102 км². На протяжении почти всей длины пересыхает, верхнее течение — наименее маловодное. Долина изрезана ярами и промоинами. Есть пруды. Характерны весенние и летние паводки. 
Берёт начало в селе Новопетровка. Проходит на юго-восток. Впадает в Тилигул (на 10-м км от её устья) в селе Михайловка.
Притоки: (от истока к устью) безымянные балки 
Населённые пункты (от истока к устью):
Николаевский район
1. Новопетровка
2. Кичук[1]

Березовский район
1. Михайловка (Червоновладимировка)[2]
2. Михайловка (бывшее село)[3]